# Born Pink World Tour
Born Pink World Tour là chuyến lưu diễn vòng quanh thế giới thứ hai của nhóm nhạc nữ Hàn Quốc Blackpink để quảng bá album phòng thu thứ hai Born Pink của nhóm. Chuyến lưu diễn bắt đầu vào ngày 15 tháng 10 năm 2022 tại Seoul, Hàn Quốc và kết thúc vào ngày 17 tháng 9 năm 2023 tại Seoul, Hàn Quốc. Chuyến lưu diễn bao gồm 66 buổi diễn tại 34 thành phố ở 22 quốc gia trên thế giới. Tổng cộng, chuyến lưu diễn thu hút khoảng 1,8 triệu khán giả, trở thành chuyến lưu diễn có số lượng khán giả nhiều nhất của một nhóm nhạc nữ K-pop.

## Bối cảnh
Vào ngày 6 tháng 7 năm 2022, YG Entertainment xác nhận rằng Blackpink sẽ phát hành bài hát mới và bắt đầu chuyến lưu diễn vòng quanh thế giới lớn nhất trong lịch sử của một nhóm nhạc nữ K-pop vào cuối năm nay. Vào ngày 31 tháng 7, YG Entertainment thông báo album phòng thu tiếng Hàn thứ hai Born Pink của nhóm sẽ được phát hành vào tháng 9, tiếp theo sau đó là chuyến lưu diễn vòng quanh thế giới bắt đầu vào tháng 10. Vào ngày 8 tháng 8, Blackpink công bố 36 buổi diễn từ tháng 10 năm 2022 đến tháng 6 năm 2023, trải dài khắp châu Á, Bắc Mỹ, châu Âu và châu Đại Dương, với các buổi diễn khác sẽ được bổ sung vào chuyến lưu diễn trong tương lai. Vào ngày 6 tháng 9, nhóm nhạc công bố ngày và địa điểm cho chặng lưu diễn ở Bắc Mỹ và châu Âu. Vào ngày 6 tháng 10, Blackpink đăng tải hai hình ảnh mở màn về bối cảnh hình ảnh của chuyến lưu diễn, bao gồm một hình ảnh có không gian đen huyền bí với những đám khói trắng và hình ảnh còn lại có khung cảnh giống như một khu vườn. Chuyến lưu diễn bắt đầu với hai buổi diễn vào ngày 15 và 16 tháng 10 năm 2022 tại KSPO Dome ở Seoul, Hàn Quốc. Hai buổi diễn tại Seoul đã thu hút hơn 20.000 khán giả. Vào ngày 28 tháng 10, nhóm nhạc công bố ngày và địa điểm cho chặng lưu diễn ở châu Á. Vào ngày 7 tháng 12, nhóm công bố bốn buổi diễn tại các sân vận động dạng vòm tại hai thành phố Tokyo và Osaka của Nhật Bản. Vào ngày 9 tháng 1 năm 2023, Blackpink công bố bốn buổi diễn bổ sung cho chặng châu Á của chuyến lưu diễn, với các buổi diễn tại Singapore, Ma Cao và Cao Hùng. Vào ngày 31 tháng 1, Blackpink công bố thông tin chi tiết về việc bán vé cho các buổi diễn ở Úc và thông báo buổi diễn ở Auckland được công bố ban đầu bị hủy do "những thách thức hậu cần không thể lường trước". Ngoài ra, Blackpink cũng sẽ biểu diễn lần đầu tiên tại Thành phố México. Blackpink đã công bố buổi diễn tại sân vận động ở Paris vào ngày 23 tháng 3 và một số buổi diễn tại các sân vận động ở Hoa Kỳ vào ngày 16 tháng 4, trong khuôn khổ chặng encore của chuyến lưu diễn. Vào ngày 26 tháng 6, nhóm công bố hai buổi diễn tại Hà Nội vào ngày 29 và 30 tháng 7, trước các buổi diễn encore tại Hoa Kỳ. Vào ngày 16 tháng 8, các buổi diễn cuối cùng ở Seoul đã được công bố.

## Giải thưởng
| Năm  | Giải thưởng                   | Hạng mục                 | Kết quả   | Tham khảo |
| ---- | ----------------------------- | ------------------------ | --------- | --------- |
| 2023 | Giải thưởng Âm nhạc Billboard | Top K-Pop Touring Artist | Đoạt giải | [ 17 ]    |

## Danh sách bài hát
Danh sách bài hát này là trong buổi hòa nhạc tại Seoul vào ngày 16 tháng 10 năm 2022. Danh sách không phải cho tất cả các buổi diễn trong chuyến lưu diễn.
Act 1

The Enchanted Garden Interlude

1. "How You Like That"

2. "Pretty Savage"

3. "Whistle" (shortened)

4. "Don't Know What to Do

5. "Lovesick Girls"

Act 2

Interlude I (contains elements of "Kill This Love")

6. "Kill This Love"

7. "Crazy Over You"

8. "Playing with Fire" (shortened)

9. "Tally"

10. "Pink Venom" (extended)

Act 3 – Solos

Interlude II

11. "Liar" (Camila Cabello cover) (Jisoo solo)

12. "You & Me" (Jennie solo)

13. "Hard to Love" (Rosé solo; shortened)

14. "On the Ground" (Rosé solo; shortened)

15. "Lalisa" (Lisa solo; shortened)

16. "Money" (Lisa solo; contains elements of "Lalisa")

Act 4

Interlude III

17. "Shut Down" 

18. "Typa Girl"

19. "Ddu-Du Ddu-Du"

20. "Forever Young"

Encore

21. "Boombayah"

22. "Yeah Yeah Yeah"

23. "Stay" (remixed version)

Act 1

The Enchanted Garden Interlude

1. "How You Like That"

2. "Pretty Savage"

3. "Whistle" (shortened)

4. "Don't Know What to Do"

5. "Lovesick Girls"

Act 2

Interlude I (contains elements of "Kill This Love")

6. "Kill This Love"

7. "Crazy Over You"

8. "Playing with Fire" (shortened)

9. "Tally"

10. "Pink Venom" (extended)

Act 3 – Solos

Interlude II

11. "Flower" (Jisoo solo)

12. "You & Me" (Jennie solo)

13. "Hard to Love" (Rosé solo; shortened)

14. "On the Ground" (Rosé solo; shortened)

15. "Lalisa" (Lisa solo; shortened)

16. "Money" (Lisa solo; contains elements of "Lalisa")

Act 4

Interlude III

17. "Shut Down" 

18. "Typa Girl"

19. "Ddu-Du Ddu-Du"

20. "Forever Young"

Encore

21. "Yeah Yeah Yeah"

22. "Stay" (remixed version)

Act 1

The Enchanted Garden Interlude

1. "How You Like That"

2. "Pretty Savage"

3. "Whistle" (shortened)

4. "Don't Know What to Do"

5. "Lovesick Girls"

Act 2

Interlude I (contains elements of "Kill This Love")

6. "Kill This Love"

7. "Crazy Over You"

8. "Stay" (remix)

9. "Tally"

10. "Pink Venom" (extended)

Act 3 – Solos

Interlude II

11. "Flower" (Jisoo solo)

12. "You & Me" (Jennie solo; remix; shortened)

13. "Gone" (Rosé solo; shortened)

14. "On the Ground" (Rosé solo; shortened)

15. "Money" (Lisa solo; remixed dance break)

Act 4

Interlude III

16. "Shut Down" 

17. "Typa Girl"

18. "Ddu-Du Ddu-Du"

19. "Forever Young"

Encore

20. "Boombayah"

21. "Ddu-Du Ddu-Du (Remix)" 

Act 1

1. "Pink Venom" (extended intro)

2. "How You Like That" (extended intro)

3. "Pretty Savage" (extended intro with chairs dance break)

4. "Kick It"

5. "Whistle" (shortened)

Whistle Dancers Performance

Act 2 – Solos

Solos Intro

6. "You & Me" (Jennie solo; remix; shortened)

7. "Solo" (Jennie solo; shortened)

8. "Flower" (Jisoo solo; extended intro)

9. "Gone" (Rosé solo; shortened)

10. "On the Ground" (Rosé solo; shortened)

11. "Money" (Lisa solo; remixed dance break)

Act 3

Boombayah Dancers Performance

12. "Boombayah" (shortened; extended intro)

13. "Lovesick Girls" (extended intro)

14. "Playing with Fire" (shortened; extended outro)

15. "Typa Girl" (extended intro)

16. "Shut Down" (extended intro)

17. "Tally" (extended intro)

18. "Ddu-Du Ddu-Du" (remixed intro and dance break)

19. "Forever Young" (remixed outro)

Encore

20. "Stay" (remix)

21. "Yeah Yeah Yeah"

- Trong buổi biểu diễn thứ hai ở Newark, Jisoo đã biểu diễn bản cover solo "Liar" cuối cùng, sau Jennie, Rosé và Lisa
- Tại show diễn ngày đầu tại Los Angeles, Camila Cabello đã góp mặt trong màn trình diễn solo "Liar" của Jisoo.[18]
- Trong buổi biểu diễn ở Amsterdam, Blackpink đã trình diễn bản cover "Last Christmas" trong phần encore.
- Từ show diễn đầu tiên tại Tokyo, tiết mục của solo của Jisoo đổi từ bài "Liar" thành bài "Flower"
- Từ Mexico trở đi, "Playing With Fire" bị thay thế bởi "Stay" Remix version, và phần encore chỉ còn 2 bài hát, "Boombayah" thay thế cho "Yeah Yeah Yeah", và "As If It's Your Last"
- Rosé đã hát một đoạn ngắn bài "Coming Home" part II tại quê nhà Melboune, Australia

Act 1

The Enchanted Garden Interlude
1. "How You Like That"

2. "Pretty Savage"

3. "Whistle" (shortened)

4. "Don't Know What to Do

5. "Lovesick Girls"

Act 2

Interlude I (contains elements of "Kill This Love")

6. "Kill This Love"

7. "Crazy Over You"

8. "Stay" (remixed version)

9. "Really"

10. "Pink Venom" (extended)

Act 3 – Solos

Interlude II

11. "Flowers"  (Jisoo solo)

12. "You & Me" (Jennie solo; shortened; remix ending)

13. "Solo" (Jennie solo; shortened)

14. "Hard To Love" (Day 1), "Gone" (Day 2) (Rosé solo; shortened)

15. "On the Ground" (Rosé solo; shortened)

16. "Money" (Lisa solo; shortened)

Act 4

Interlude III

17. "Shut Down" 

18. "Typa Girl"

19. "Ddu-Du Ddu-Du"

- Trong buổi biểu diễn đầu tiên ở Hà Nội, khi Jisoo biểu diễn bản solo "Flowers", fandom tại khán đài trên sân vận động Quốc gia Mỹ Đình đồng thanh hát điệp khúc bằng tiếng Việt [19].
- Cả 4 thành viên của Blackpink lần đầu nhảy cover ca khúc See tình của Hoàng Thùy Linh [20] Có mặt tại concert Born Pink diễn ra tại sân vận động Quốc gia Mỹ Đình, Hà Nội, các thành viên nhóm producer DTAP nói họ không giấu được cảm xúc khi BlackPink nhảy "See tình". Họ chia sẻ cảm giác hạnh phúc với Hoàng Thùy Linh sau đêm nhạc.[21].

## Ngày lưu diễn
| Ngày                 | Thành phố        | Quốc gia    | Địa điểm                          | Khán giả                     | Doanh thu    |
| Châu Á               | Châu Á           | Châu Á      | Châu Á                            | Châu Á                       | Châu Á       |
| -------------------- | ---------------- | ----------- | --------------------------------- | ---------------------------- | ------------ |
| 15 tháng 10 năm 2022 | Seoul            | Hàn Quốc    | KSPO Dome                         | 20.060 / 20.060              | $2.321.471   |
| 16 tháng 10 năm 2022 | Seoul            | Hàn Quốc    | KSPO Dome                         | 20.060 / 20.060              | $2.321.471   |
| Bắc Mỹ               |                  |             |                                   |                              |              |
| 25 tháng 10 năm 2022 | Dallas           | Hoa Kỳ      | Trung tâm American Airlines       | 23.528 / 23.528              | $6.181.742   |
| 26 tháng 10 năm 2022 | Dallas           | Hoa Kỳ      | Trung tâm American Airlines       | 23.528 / 23.528              | $6.181.742   |
| 29 tháng 10 năm 2022 | Houston          | Hoa Kỳ      | Trung tâm Toyota                  | 23.480 / 23.480              | $6.107.595   |
| 30 tháng 10 năm 2022 | Houston          | Hoa Kỳ      | Trung tâm Toyota                  | 23.480 / 23.480              | $6.107.595   |
| 2 tháng 11 năm 2022  | Atlanta          | Hoa Kỳ      | State Farm Arena                  | 23.434 / 23.434              | $6.012.820   |
| 3 tháng 11 năm 2022  | Atlanta          | Hoa Kỳ      | State Farm Arena                  | 23.434 / 23.434              | $6.012.820   |
| 6 tháng 11 năm 2022  | Hamilton         | Canada      | Trung tâm FirstOntario            | 23.990 / 23.990              | $4.478.470   |
| 7 tháng 11 năm 2022  | Hamilton         | Canada      | Trung tâm FirstOntario            | 23.990 / 23.990              | $4.478.470   |
| 10 tháng 11 năm 2022 | Chicago          | Hoa Kỳ      | Trung tâm United                  | 25.582 / 25.582              | $6.745.781   |
| 11 tháng 11 năm 2022 | Chicago          | Hoa Kỳ      | Trung tâm United                  | 25.582 / 25.582              | $6.745.781   |
| 14 tháng 11 năm 2022 | Newark           | Hoa Kỳ      | Trung tâm Prudential              | 23.928 / 23.928              | $6.595.517   |
| 15 tháng 11 năm 2022 | Newark           | Hoa Kỳ      | Trung tâm Prudential              | 23.928 / 23.928              | $6.595.517   |
| 19 tháng 11 năm 2022 | Los Angeles      | Hoa Kỳ      | Sân vận động Banc of California   | 46.295 / 46.295              | $15.346.966  |
| 20 tháng 11 năm 2022 | Los Angeles      | Hoa Kỳ      | Sân vận động Banc of California   | 46.295 / 46.295              | $15.346.966  |
| Châu Âu              |                  |             |                                   |                              |              |
| 30 tháng 11 năm 2022 | Luân Đôn         | Anh         | The O2 Arena                      | 35.440 / 35.440              | $5.755.155   |
| 1 tháng 12 năm 2022  | Luân Đôn         | Anh         | The O2 Arena                      | 35.440 / 35.440              | $5.755.155   |
| 5 tháng 12 năm 2022  | Barcelona        | Tây Ban Nha | Palau Sant Jordi                  | 17.208 / 17.208              | $2.398.563   |
| 8 tháng 12 năm 2022  | Köln             | Đức         | Lanxess Arena                     | 15.899 / 15.899              | $2.705.360   |
| 11 tháng 12 năm 2022 | Paris            | Pháp        | Accor Arena                       | 30.731 / 30.731              | $4.773.771   |
| 12 tháng 12 năm 2022 | Paris            | Pháp        | Accor Arena                       | 30.731 / 30.731              | $4.773.771   |
| 15 tháng 12 năm 2022 | Copenhagen       | Đan Mạch    | Royal Arena                       | 15.525 / 15.525              | $2.270.370   |
| 19 tháng 12 năm 2022 | Berlin           | Đức         | Mercedes-Benz Arena               | 26.638 / 26.638              | $4.707.247   |
| 20 tháng 12 năm 2022 | Berlin           | Đức         | Mercedes-Benz Arena               | 26.638 / 26.638              | $4.707.247   |
| 22 tháng 12 năm 2022 | Amsterdam        | Hà Lan      | Ziggo Dome                        | 14.641 / 14.641              | $2.268.488   |
| Châu Á               |                  |             |                                   |                              |              |
| 7 tháng 1 năm 2023   | Băng Cốc         | Thái Lan    | Sân vận động Quốc gia             | 66.211 / 66.211              | $12.393.129  |
| 8 tháng 1 năm 2023   | Băng Cốc         | Thái Lan    | Sân vận động Quốc gia             | 66.211 / 66.211              | $12.393.129  |
| 13 tháng 1 năm 2023  | Hồng Kông        | Trung Quốc  | AsiaWorld–Arena                   | 32.312 / 32.312              | $8.270.805   |
| 14 tháng 1 năm 2023  | Hồng Kông        | Trung Quốc  | AsiaWorld–Arena                   | 32.312 / 32.312              | $8.270.805   |
| 15 tháng 1 năm 2023  | Hồng Kông        | Trung Quốc  | AsiaWorld–Arena                   | 32.312 / 32.312              | $8.270.805   |
| 20 tháng 1 năm 2023  | Riyadh           | Ả Rập Xê Út | Khu vực lễ hội quốc tế BLVD       | 26.578 / 26.578              | $4.152.317   |
| 28 tháng 1 năm 2023  | Abu Dhabi        | UAE         | Etihad Park                       | 22.209 / 22.209              | $3.121.659   |
| 4 tháng 3 năm 2023   | Kuala Lumpur     | Malaysia    | Sân vận động Quốc gia Bukit Jalil | 62.642 / 62.642              | $9.130.608   |
| 11 tháng 3 năm 2023  | Jakarta          | Indonesia   | Sân vận động Gelora Bung Karno    | 113.740 / 113.740            | $17.199.546  |
| 12 tháng 3 năm 2023  | Jakarta          | Indonesia   | Sân vận động Gelora Bung Karno    | 113.740 / 113.740            | $17.199.546  |
| 18 tháng 3 năm 2023  | Cao Hùng         | Đài Loan    | Sân vận động Quốc gia             | 101.096 / 101.096            | $14.182.363  |
| 19 tháng 3 năm 2023  | Cao Hùng         | Đài Loan    | Sân vận động Quốc gia             | 101.096 / 101.096            | $14.182.363  |
| 25 tháng 3 năm 2023  | Bocaue           | Philippines | Philippine Arena                  | 92.720 / 92.720              | $14.174.292  |
| 26 tháng 3 năm 2023  | Bocaue           | Philippines | Philippine Arena                  | 92.720 / 92.720              | $14.174.292  |
| 8 tháng 4 năm 2023   | Tokyo            | Nhật Bản    | Tokyo Dome                        | 100.809 / 100.809            | $11.105.817  |
| 9 tháng 4 năm 2023   | Tokyo            | Nhật Bản    | Tokyo Dome                        | 100.809 / 100.809            | $11.105.817  |
| Bắc Mỹ               |                  |             |                                   |                              |              |
| 26 tháng 4 năm 2023  | Thành phố México | México      | Foro Sol                          | 113.498 / 113.498            | $19.978.283  |
| 27 tháng 4 năm 2023  | Thành phố México | México      | Foro Sol                          | 113.498 / 113.498            | $19.978.283  |
| Châu Á               |                  |             |                                   |                              |              |
| 13 tháng 5 năm 2023  | Singapore        | Singapore   | Sân vận động Quốc gia             | 97.977 / 97.977              | $18.452.183  |
| 14 tháng 5 năm 2023  | Singapore        | Singapore   | Sân vận động Quốc gia             | 97.977 / 97.977              | $18.452.183  |
| 20 tháng 5 năm 2023  | Ma Cao           | Trung Quốc  | Galaxy Arena                      | 23.267 / 23.267              | $7.555.920   |
| 21 tháng 5 năm 2023  | Ma Cao           | Trung Quốc  | Galaxy Arena                      | 23.267 / 23.267              | $7.555.920   |
| 27 tháng 5 năm 2023  | Băng Cốc         | Thái Lan    | Sân vận động Quốc gia Rajamangala | 81.108 / 81.108              | $15.380.701  |
| 28 tháng 5 năm 2023  | Băng Cốc         | Thái Lan    | Sân vận động Quốc gia Rajamangala | 81.108 / 81.108              | $15.380.701  |
| 3 tháng 6 năm 2023   | Osaka            | Nhật Bản    | Kyocera Dome Osaka                | 81.996 / 81.996              | $8.675.104   |
| 4 tháng 6 năm 2023   | Osaka            | Nhật Bản    | Kyocera Dome Osaka                | 81.996 / 81.996              | $8.675.104   |
| Châu Đại Dương       |                  |             |                                   |                              |              |
| 10 tháng 6 năm 2023  | Melbourne        | Úc          | Rod Laver Arena                   | 23.145 / 23.145              | $4.100.980   |
| 11 tháng 6 năm 2023  | Melbourne        | Úc          | Rod Laver Arena                   | 23.145 / 23.145              | $4.100.980   |
| 16 tháng 6 năm 2023  | Sydney           | Úc          | Qudos Bank Arena                  | 25.926 / 25.926              | $4.717.576   |
| 17 tháng 6 năm 2023  | Sydney           | Úc          | Qudos Bank Arena                  | 25.926 / 25.926              | $4.717.576   |
| Châu Âu              |                  |             |                                   |                              |              |
| 15 tháng 7 năm 2023  | Saint-Denis      | Pháp        | Stade de France                   | 52.781 / 52.781              | $9.878.963   |
| Châu Á               |                  |             |                                   |                              |              |
| 29 tháng 7 năm 2023  | Hà Nội           | Việt Nam    | Sân vận động Quốc gia Mỹ Đình     | 67.443 / 67.443              | $13.660.064  |
| 30 tháng 7 năm 2023  | Hà Nội           | Việt Nam    | Sân vận động Quốc gia Mỹ Đình     | 67.443 / 67.443              | $13.660.064  |
| Bắc Mỹ               |                  |             |                                   |                              |              |
| 11 tháng 8 năm 2023  | East Rutherford  | Hoa Kỳ      | Sân vận động MetLife              | 96.570 / 96.570              | $17.506.005  |
| 12 tháng 8 năm 2023  | East Rutherford  | Hoa Kỳ      | Sân vận động MetLife              | 96.570 / 96.570              | $17.506.005  |
| 18 tháng 8 năm 2023  | Paradise         | Hoa Kỳ      | Sân vận động Allegiant            | 44.171 / 44.171              | $11.429.130  |
| 22 tháng 8 năm 2023  | San Francisco    | Hoa Kỳ      | Oracle Park                       | 38.390 / 38.390              | $9.586.128   |
| 26 tháng 8 năm 2023  | Los Angeles      | Hoa Kỳ      | Sân vận động Dodger               | 48.824 / 48.824              | $13.813.071  |
| Châu Á               |                  |             |                                   |                              |              |
| 16 tháng 9 năm 2023  | Seoul            | Hàn Quốc    | Gocheok Sky Dome                  | 35.391 / 35.391              | $4.684.163   |
| 17 tháng 9 năm 2023  | Seoul            | Hàn Quốc    | Gocheok Sky Dome                  | 35.391 / 35.391              | $4.684.163   |
| Tổng cộng            | Tổng cộng        | Tổng cộng   | Tổng cộng                         | 1.815.183 / 1.815.183 (100%) | $331.818.122 |

### Buổi biểu diễn bị hủy
| Ngày                | Thành phố | Quốc gia    | Địa điểm    | Lý do                   |
| ------------------- | --------- | ----------- | ----------- | ----------------------- |
| 21 tháng 6 năm 2023 | Auckland  | New Zealand | Spark Arena | Lũ lụt Đảo Bắc năm 2023 |